# 光照治療
光照治療或照光治療或是光线治疗（英語： 或 ）指的是日光或是以特定波長的光（例如：雷射光）為光源來做治療，本篇主要介紹以紫外线（UV）為光源的治療方式。所謂UV是指光波長在約200~400nm範圍，其中又分UVA、UVB、UVC等不同波段。

## 歷史

### 光照治療在西方的歷史
西元前約3000年，古埃及人第一個發現太陽光照對人體有好處。西元前460-375年至西元403年，古希臘人醫學之父希波克拉底利用太陽光治療水腫以及腹部和腎臟的疾病。直到西元四世紀的奥芮培锡阿斯（Oribasius）仍有著用太陽光治療疾病的記載。
中古世紀（西元五世紀到十五世紀）時為光照治療的黑暗期，由於此時人們認為白色的肌膚是美麗和財富的象徵，皮膚黑則是低賤的象徵，所以在此時幾乎沒有人會想要曝曬太陽，也就無法讓光治療的演進更進一步。
1672年時，科學家牛頓發現了可見光的光譜，之後過沒多久紫外線也在18世紀的早期被發現。1895年時，丹麥物理學家尼爾斯·芬森利用碳弧光源（carbon arc source）製造的紫外光來治療尋常狼瘡（lupus vulgaris）。尋常狼瘡是種被結核桿菌感染的皮膚疾病，會造成皮膚的潰瘍，而尼爾斯·芬森因為他的發現成為紫外線治療之父，並且在1903年獲頒諾貝爾獎。1923年，哥可曼（Goeckerman）設計出一個配方－人造寬帶紫外線（broadband UVB）加上焦油，來治療乾癬。
1953年，Ingram結合蔥酚蠟（diphenol）和人造寬帶紫外線做為另一種治療皮膚疾病的配方。從此時開始，UVB紫外線已經被發現在治療許多皮膚疾病都有功效。
到了1976年，Parish與Jaenicke發現乾癬在一個動態的光譜以313奈米波長的窄帶（narrowband）人工紫外線來治療很有效。後來Van Weelden證實臨床上窄帶的紫外線是可以應用的。之後世界許多國家，廣泛地運用窄帶紫外線在許多皮膚疾病上。
1992年，UVA1在臨床上用於治療異位性皮膚炎。同時也證實在治療色素性蕁麻疹、蕈樣肉芽腫（mycosis fungoides）和硬皮症都有效果。

### 光照治療在中國大陸的歷史
在中國古代，就已經提出照光身體健康的影響。在唐朝孫思邈千金翼方卷十一提到：「宜時見風日。若不見風日，則令肌膚脆軟，便易中傷。......天和暖無風之時，另母將而於日中嬉戲。數令見風日，則血凝氣剛肌肉牢密，堪耐風寒，不致疾病。」由此可知，在當時的醫生就已經發現陽光對於預防疾病的功效。然而，當時仍未有文獻記載利用照光直接治療疾病的作用。
一直到了近年，約1970年時，中藥漸漸和西醫合併，著名的例子就是利用白芷加上照黑光（紫外光）可以用來治療乾癬。。由於白芷是一種光敏性活性物質，且對於人體的淋巴球DNA合成有顯著的抑制作用。治療乾癬的機轉可能是抑制乾癬表皮细胞的DNA合成。和西醫常用的methoxsalen（8-MOP）做比較，發覺並無效果上的差異，且副作用較少。最近也發現白芷加上照黑光的治療方式，也能用於治療白癜風。

### 光照治療在台灣的歷史

#### 皮膚科學的演進
台灣的皮膚科學，最早可追溯到1908年，當時在台北醫院（即現在的臺大醫院）成立了台灣第一個以看皮膚疾病為主的部門。直到二次世界大戰結束前，台灣皮膚科學的發展大抵是跟隨著日本的腳步，而當時發展的重點擺在皮膚感染症，特別是黴菌感染－由於台灣處於亞熱帶地區的關係。自1990年代以來，台灣皮膚研究的發展有五個主要的主題，分別為慢性砷中毒、白斑、基底細胞癌、異位性皮膚炎、與藥物造成的水泡症。隨著近年有越來越多新血的注入（台灣皮膚科醫學會每年會培養出30~35個皮膚專科醫師），加上國內外的交流愈漸頻繁，漸漸地研究領域也越來越多元－光照治療自然是其中的一個重點項目。
自2000年來，台灣各地已有越來越多報告支持光照療法對於皮膚疾病的幫助，包括用藍光治療青春痘, 以窄頻UVB治療白斑, 、以及使用光動力療法治療癌症。

#### 新生兒黃疸
新生兒黃疸大約在嬰兒出生後第二天才開始出現，第四天達到最高頂點。接下來指數會慢慢下降，約七至十天即漸漸消退。在此範圍之外的病理性黃疸，可用波長約425-457nm藍光密集照光，儘可能地照射到新生兒的全部皮膚表面。（註：此光線與一般家用燈管的波長不一樣，因此在家自行照日光燈效果不佳）

#### 精神疾病
關於光照療法在精神疾患的運用，目前正不斷累積當中。其中被報導過最多的，莫過於對季節性憂鬱症以及一般憂鬱症的影響。光照治療同時也是美國睡眠醫學會在治療失眠問題的治療準則中的推薦療法之一。而在大部分精神醫學教科書中，光照療法也被列為治療季節性憂鬱症的首選療法。在此相關領域，台灣最早在2003年由現任台北榮總精神部主任的蘇東平醫師自美國引進，目前已有10家以上醫學中心及醫院精神部（如台北榮總，振興醫院，花蓮慈濟醫院）採用光照療法治療憂鬱症及失眠病患。
- 根據目前報導過的文獻，簡單整理光照療法的適應症如下：

1. 季節性憂鬱症：效果優於抗憂鬱劑藥物，可當作主要治療方式[11]。
2. 睡眠相位后移症候群、睡眠相位前移症候群：可當作安眠藥的替代治療方式。
3. 重性抑郁障碍、暴食症、廣泛性焦慮症：建議當作輔助療法。

## 機制
光照治療指的是以紫外光為光源的治療方式。紫外光是指光波長在約200~400nm範圍。其中又分UVA、UVB、UVC等不同波段。
不同的光波長會影響到不同的皮膚深度。例如，雖然整體來說UVB光譜蘊含的總能量大於UVA，但因為UVB的波長較短，所以能照射到的皮膚深度較淺。因此UVB主要影響表皮層的細胞，例如角質細胞（keratinocyte）和蘭氏細胞；然而，UVA除了影響到表皮層的細胞，更會深入涵蓋真皮，影響到纖維母細胞、真皮樹突細胞（dermal dendritic cell）、內皮細胞、T淋巴球、肥大細胞和粒細胞
光照要有療效必須要先考慮吸收，而不同的物質有不同的最大吸收波長（absorption maxima），例如去氧核醣核酸的最大吸收波長為260nm；紫質的最大吸收波長為400到410nm。
但是，考慮到波長若越長長的則穿越皮膚的深度越深，而且吸收光線的物質濃度不一，在實際生物體上，最大吸收波長會和上表測的不一樣。通常在實際生物體上，最大吸收波長都會比理論的最大吸收波長再長一點。
光照治療在機制上有很多層面，例如透過產生去氧核醣核酸的光照產物來抑制細胞分裂增殖。不過，在大多數疾病中，光照治療扮演的角色最重要的是它在免疫抑制調節上的作用。而在免疫調節抑制中，主要又可分成三大部分：
- 作用在可溶性調節分子上（soluble mediators）
- 作用在細胞表面的分子
- 引導細胞凋亡相關的細胞

T淋巴球很容易因光照治療而啟動細胞凋亡機制。因此對於很多T淋巴球引導的皮膚疾病，例如異位性皮膚炎、乾癬等，光照治療有非常大的重要性。
光照治療的機制十分複雜，目前仍未研究透徹，以下主要就UVB造成的光照免疫抑制（photoimmunosuppression）進行討論。
- 光照免疫抑制（photoimmunosuppression）涉及廣泛，主要分為：（1）分子結構改變（molecular targets）；（2）細胞的層面（cellular events）；（3）細胞媒介（cellular mediators）
  - 分子結構改變（molecular targets）
    - 光照治療會造成物質分子結構改變，產生光照產物（photoproducts），這些光照產物最後會造成免疫抑制的效果。這些光照產物可能是細胞內游離的分子，例如cyclobutane pyrimidine dimer會使抗原呈現細胞的能力下降。紫外光也可能影響細胞膜上的受器，或是細胞膜上的脂質，亦或是細胞外的物質，來造成免疫抑制的效果。

  - 細胞的層面（cellular events）
    - 在細胞的層面中，最被研究透徹的是對角質細胞的影響。受UVB照射的角質細胞會分泌很多種的cytokine，其中最重要的是介白素－10（IL-10）。它會引導免疫反應由第一型T淋巴球免疫反應（Th1）走向第二型T淋巴球免疫反應（Th2），也可能會抑制蘭氏細胞的抗原呈現作用。詳細的狀況很繁雜，但主要都是抑制第一型T淋巴球引導的免疫反應。

  - 細胞媒介（cellular mediators）
    - 影響的細胞媒介很多，例如蘭氏細胞、巨噬細胞,T淋巴球。以蘭氏細胞為例，UVB會使照射區域的蘭氏細胞跑向淋巴結，造成照射區域的蘭氏細胞數目減少，使得照射區域抗原呈現能力下降；且還會減少蘭氏細胞細胞膜上和抗原呈現有關的分子，最後也使蘭氏細胞抗原呈現能力下降。總而言之，抑制第一型T淋巴球引導的免疫反應。

另外，UVB也會引發免疫耐受（tolerance），機制尚不清楚，但可能和UVB對T抑制細胞（T-suppressor cell）有關。